# Fawdon and Clinch

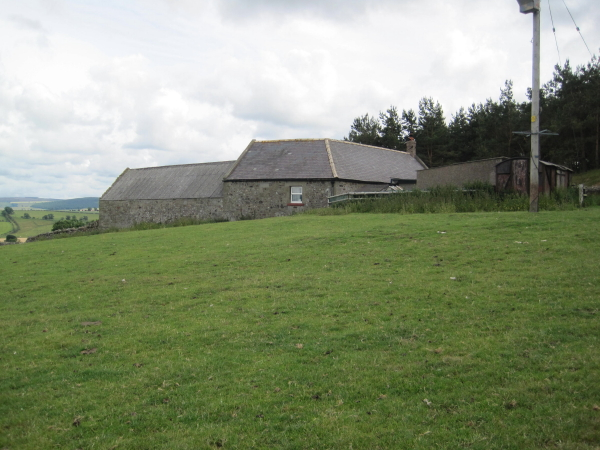
Clinch

Fawdon and Clinch var en civil parish 1884–1955 när det uppgick i Ingram, i grevskapet Northumberland i England. Civil parish var belägen 16 km från Alnwick och hade 21 invånare år 1951. Det inkluderade Fawdon.